# Canarium sikkimense
Canarium sikkimense là một loài thực vật có hoa trong họ Burseraceae. Loài này được King mô tả khoa học đầu tiên năm 1893.